# Tratado Naval de Washington
O Tratado Naval de Washington, também conhecido como Tratado das Cinco Potências, foi um tratado assinado em 1922 entre os principais aliados da Primeira Guerra Mundial, que concordou em impedir uma corrida armamentista limitando a construção naval. Foi negociado na Conferência Naval de Washington, realizada em Washington, D.C., de novembro de 1921 a fevereiro de 1922, e foi assinado pelos governos do Reino Unido, Estados Unidos, França, Itália e Japão. Limitou a construção de navios de guerra, cruzadores de batalha e porta-aviões pelos signatários. Os números de outras categorias de navios de guerra, incluindo cruzadores, destróieres e submarinos, não foram limitados pelo tratado, mas esses navios foram limitados a 10 000 toneladas de deslocamento cada.
O tratado foi concluído em 6 de fevereiro de 1922. As ratificações desse tratado foram trocadas em Washington em 17 de agosto de 1923, e foi registrado na Série de Tratados da Liga das Nações em 16 de abril de 1924.
Mais tarde, as conferências de limitação de armas navais buscaram limitações adicionais de construção de navios de guerra. Os termos do Tratado Naval de Washington foram modificados pelo Tratado Naval de Londres de 1930 e o Segundo Tratado Naval de Londres de 1936. Em meados da década de 1930, o Japão e a Itália renunciaram aos tratados, enquanto a Alemanha renunciou ao Tratado de Versalhes, que havia limitado sua marinha. A limitação de armas navais tornou-se cada vez mais difícil para os outros signatários.

## Termos
O tratado limitava estritamente a tonelagem e a construção de navios capitais e porta-aviões e incluía limites de tamanho de navios individuais.
Os limites de tonelagem definidos pelos Artigos IV e VII (tabelados) forneceram uma relação de resistência de aproximadamente 5:5:3:1,75:1,75 para o Reino Unido, Estados Unidos, Japão, Itália e França, respectivamente.
Os limites qualitativos de cada tipo de navio foram os seguintes:
- Navios capitais (encouraçados e cruzadores de batalha) foram limitados a 35 000 toneladas de deslocamento padrão e canhões de calibre não superior a 16 polegadas. (Artigos V e VI)
- Os porta-aviões eram limitados a 27 000 toneladas e não podiam transportar mais de 10 canhões pesados, de calibre máximo de 8 polegadas. No entanto, cada signatário foi autorizado a usar dois cascos de navios capitais existentes para porta-aviões, com um limite de deslocamento de 33 000 toneladas cada (artigos IX e X). Para efeitos do tratado, um porta-aviões foi definido como um navio de guerra que desloca mais de 10 000 toneladas construído exclusivamente para lançamento e pouso de aeronaves. Portadores com menos de 10 000 toneladas, portanto, não contavam para os limites de tonelagem (Artigo XX, parte 4). Além disso, todos os porta-aviões em serviço ou construção (Argus, Eagle, Furious, Hermes, Langley e Hōshō) foram declarados "experimentais" e não contados (Artigo VIII).
- Todos os outros navios de guerra foram limitados a um deslocamento máximo de 10 000 toneladas e um calibre máximo de canhão de 8 polegadas (artigos XI e XII).

O tratado também detalhou no Capítulo II os navios individuais a serem retidos por cada marinha, incluindo a permissão para os Estados Unidos completarem mais dois navios da classe Colorado e para o Reino Unido completarem dois novos navios de acordo com os limites do tratado.
O Capítulo II, parte 2, detalhava o que deveria ser feito para tornar um navio ineficaz para uso militar. Além de afundar ou sucatear, um número limitado de navios poderia ser convertido em navios-alvo ou navios de treinamento se seu armamento, blindagem e outras partes essenciais ao combate fossem completamente removidos. Alguns também poderiam ser convertidos em porta-aviões.
A Parte 3, Seção II, especificava os navios a serem demolidos para cumprir o tratado e quando os navios restantes poderiam ser substituídos. Ao todo, os Estados Unidos tiveram que sucatear 30 navios capitais existentes ou planejados, a Grã-Bretanha 23 e o Japão 17.

### Limites estabelecidos pelo Acordo
| Limitações de tonelagem |                                        |                                       |
| País                    | Navios capitais                        | Porta-aviões                          |
| Império Britânico       | 525 000 toneladas (533 000 toneladas ) | 135 000 toneladas (137 000 toneladas) |
| Estados Unidos          | 525 000 toneladas (533 000 toneladas)  | 135 000 toneladas (137 000 toneladas) |
| Império do Japão        | 315 000 toneladas (320 000 toneladas)  | 81 000 toneladas (82 000 toneladas)   |
| França                  | 175 000 toneladas (178 000 toneladas)  | 60 000 toneladas (61 000 toneladas)   |
| Itália                  | 175 000 toneladas (178 000 toneladas)  | 60 000 toneladas (61 000 toneladas)   |

## Efeitos

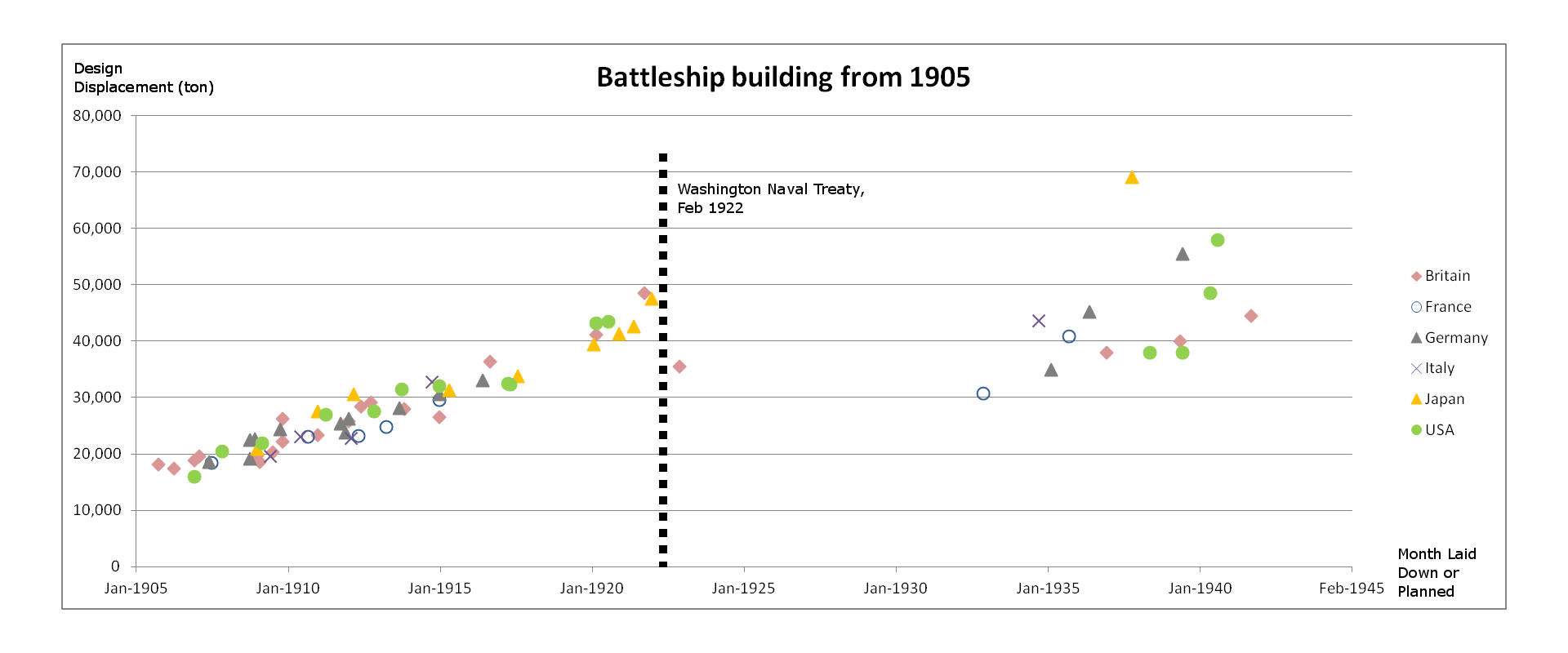
O tratado interrompeu a contínua tendência ascendente do tamanho dos navios de guerra e interrompeu a construção de novas construções por mais de uma década.
O tratado marcou o fim de um longo período de aumento da construção de navios de guerra. Muitos navios que estavam sendo construídos foram sucateados ou convertidos em porta-aviões. Os limites do tratado foram respeitados e depois estendidos pelo Tratado Naval de Londres de 1930. Não foi até meados da década de 1930 que as marinhas começaram a construir navios de guerra novamente, e o poder e o tamanho dos novos navios de guerra começaram a aumentar novamente. O Segundo Tratado Naval de Londres de 1936 procurou estender os limites do Tratado de Washington até 1942, mas a ausência do Japão ou da Itália o tornou amplamente ineficaz.
Houve menos efeitos na construção do cruzador. O tratado especificava 10 000 toneladas e canhões de 8 polegadas como o tamanho máximo de um cruzador, mas esse também era o cruzador de tamanho mínimo que qualquer marinha estava disposta a construir. O tratado iniciou uma competição de construção de " cruzadores do tratado " de 8 polegadas e 10 000 toneladas, o que deu mais motivos para preocupação. Tratados navais subsequentes procuraram resolver isso limitando a tonelagem de cruzador, destróier e submarino.
Os efeitos não oficiais do tratado incluíram o fim da Aliança Anglo-Japonesa. Embora não fizesse parte do Tratado de Washington de forma alguma, os delegados americanos deixaram claro que não concordariam com o tratado a menos que os britânicos terminassem sua aliança com os japoneses. A Conferência Imperial de 1921 no início do ano já havia decidido não renovar a Aliança.

## Violações
Em 1935, a marinha francesa abateu o encouraçado Richelieu; combinado com os dois encouraçados da classe Dunkerque também em construção, o que colocou a tonelagem total acima do limite de 70 000 toneladas em novos encouraçados franceses até a expiração do tratado. A quilha de Jean Bart em dezembro de 1936, embora menos de três semanas antes da expiração do tratado, aumentou a magnitude da violação da França em mais 35 000 toneladas. O governo francês rejeitou as objeções britânicas às violações, apontando que a Grã-Bretanha havia assinado o Acordo Naval Anglo-Alemão em 1935, que desmantelou unilateralmente as cláusulas de desarmamento naval do Tratado de Versalhes. O rearmamento naval alemão ameaçava a França e, de acordo com a perspectiva francesa, se a Grã-Bretanha violasse livremente as obrigações do tratado, a França também não seria restringida.
A Itália violou repetidamente os limites de deslocamento em navios individuais e tentou permanecer dentro do limite de 10 000 toneladas para os cruzadores da classe Trento construídos em meados da década de 1920. No entanto, pelos cruzadores da classe Zara no final da década de 1920 e início da década de 1930, abandonou toda a pretensão e construiu navios que superavam 11 000 toneladas longas (11 000 t) por uma ampla margem. As violações continuaram com os encouraçados da classe Littorio de meados da década de 1930, que tinham um deslocamento padrão superior a 40.000 toneladas longas (41 000 t). A Marinha italiana, no entanto, deturpou o deslocamento dos navios como estando dentro dos limites impostos pelo tratado.

## Denúncia japonesa

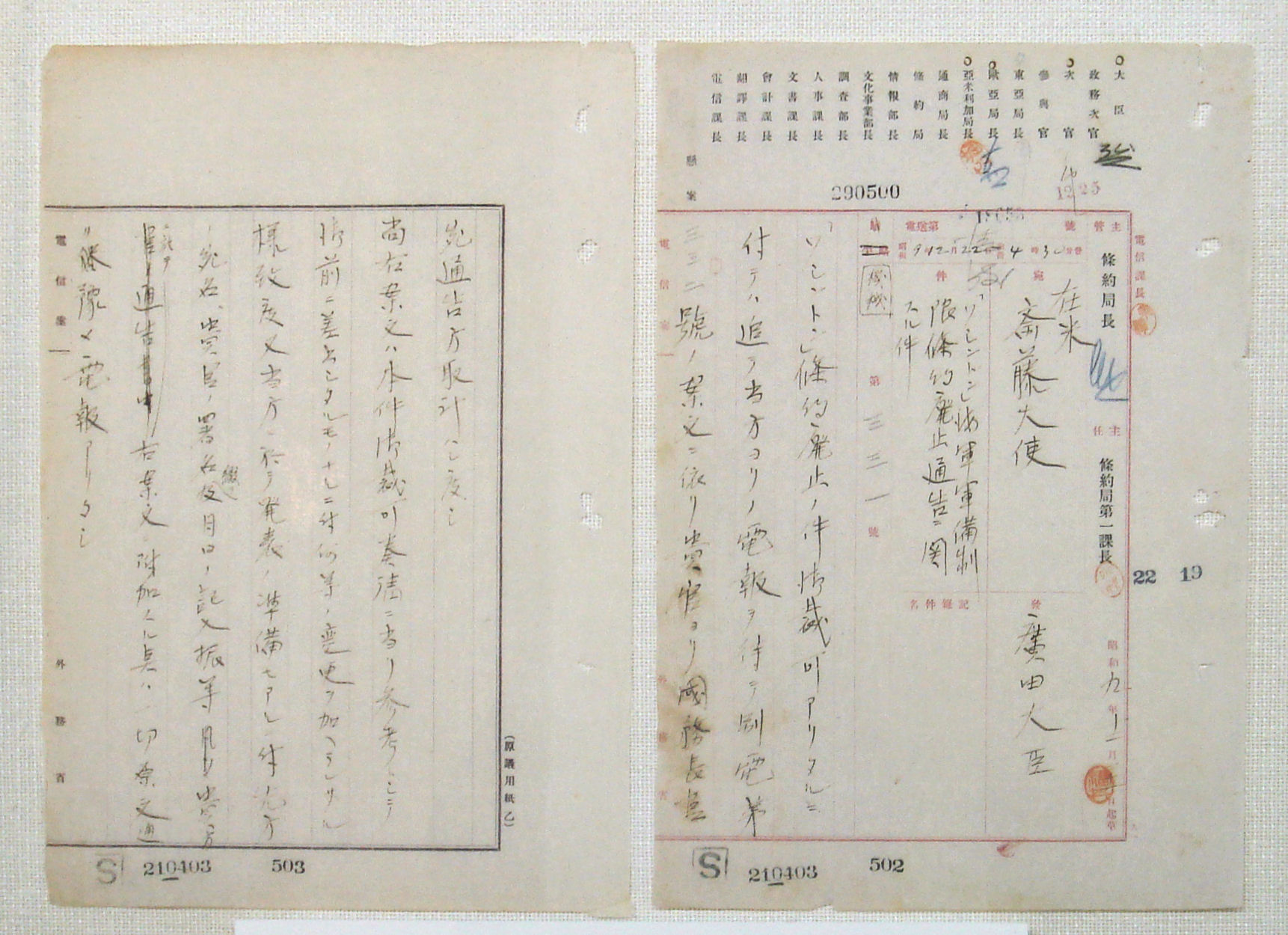
Denúncia japonesa do Tratado Naval de Washington, 29 de dezembro de 1934

O tratado naval teve um efeito profundo sobre os japoneses. Com poder industrial americano e britânico superior, uma longa guerra muito provavelmente terminaria em uma derrota japonesa. Assim, ganhar paridade estratégica não era economicamente possível. 
Muitos japoneses consideraram a proporção de navios de 5:5:3 como outro desprezo pelo Ocidente, mas pode-se argumentar que os japoneses tinham uma concentração de força maior do que a Marinha dos EUA ou a Marinha Real. Os termos também contribuíram para a controvérsia em altos escalões da Marinha Imperial Japonesa entre os oficiais da Facção do Tratado e seus oponentes da Facção da Frota, que também eram aliados dos ultranacionalistas do exército japonês e de outras partes do governo japonês. Para a Facção do Tratado, o tratado foi um dos fatores que contribuíram para a deterioração da relação entre os governos americano e japonês.
Alguns também argumentaram que o tratado foi um fator importante para estimular o expansionismo japonês pela Frota Faction no início dos anos 1930. A percepção de injustiça resultou na renúncia do Japão ao Segundo Tratado Naval de Londres em 1936.

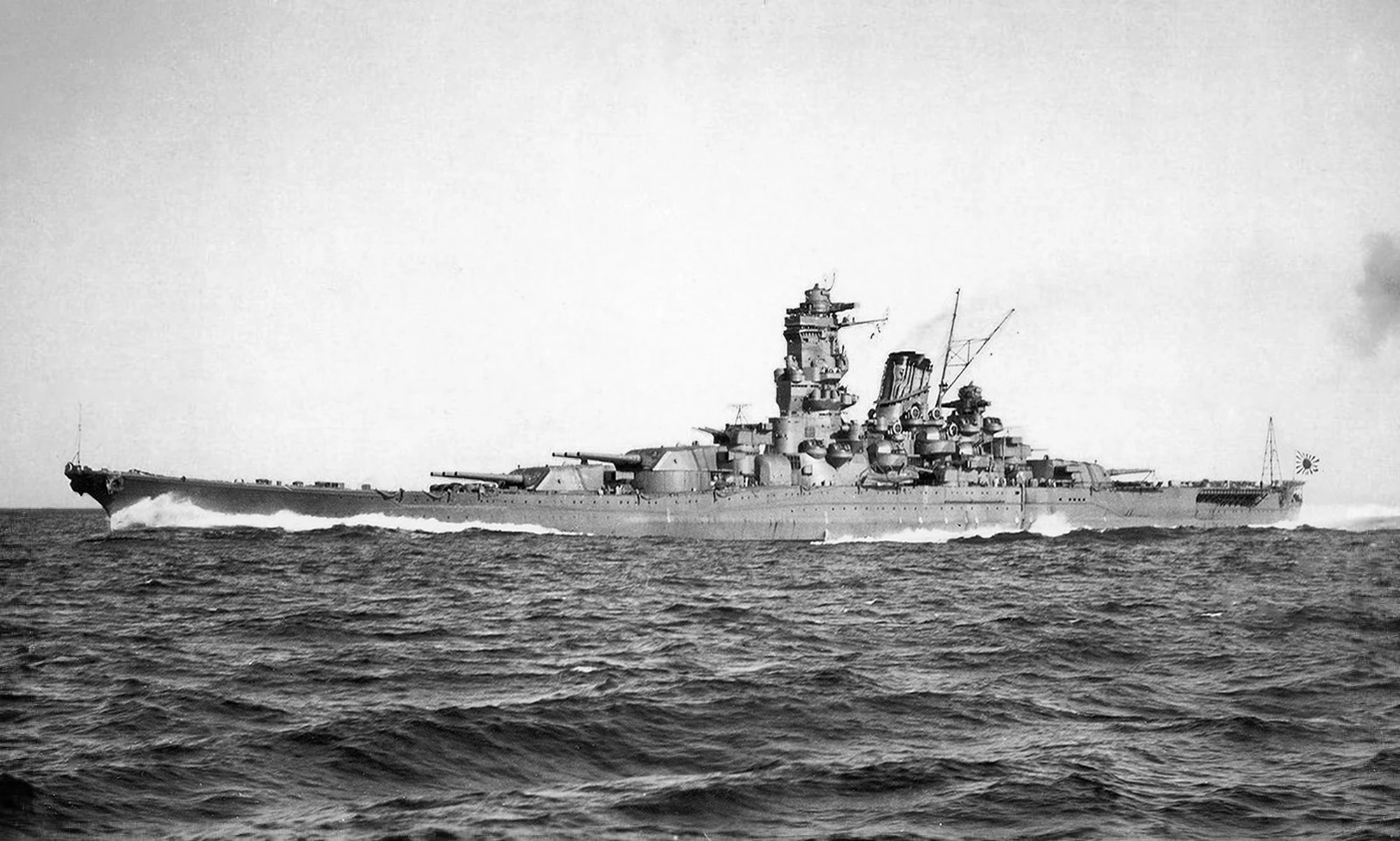
Yamato durante os testes no mar, outubro de 1941. Deslocou 72 800 toneladas em plena carga.

Isoroku Yamamoto, que mais tarde planejou o ataque a Pearl Harbor, argumentou que o Japão deveria permanecer no tratado. Sua opinião era mais complexa, no entanto, na medida em que ele acreditava que os Estados Unidos poderiam superar o Japão por um fator maior do que a proporção de 5:3 por causa da enorme vantagem de produção americana da qual ele tinha conhecimento especializado desde que serviu na embaixada japonesa em Washington. Após a assinatura do tratado, ele comentou: "Qualquer um que tenha visto as fábricas de automóveis em Detroit e os campos de petróleo no Texas sabe que o Japão não tem poder para uma corrida naval com a América". Mais tarde, ele acrescentou: "A proporção funciona muito bem para o Japão - é um tratado para restringir as outras partes". Ele acreditava que outros métodos além de uma farra de construção seriam necessários para equilibrar as probabilidades, o que pode ter contribuído para sua defesa do plano de atacar Pearl Harbor.

Em 29 de dezembro de 1934, o governo japonês notificou formalmente que pretendia encerrar o tratado. Suas disposições permaneceram formalmente em vigor até o final de 1936 e não foram renovadas.